# Maybrook (New York)
Maybrook est un village du comté d'Orange, dans l'État de New York, aux États-Unis,. En 2010, il comptait une population de 2 958 habitants.

## Démographie
Lors du recensement de 2010, le village comptait une population de 2 958 habitants, tandis qu'elle est estimée en 2020 à 3 682 habitants.